# François Leguat
François Leguat, né vers 1637 à Saint-Jean-sur-Veyle dans la Bresse, et mort début septembre 1735 à Londres, est un explorateur et colon français.

## Biographie
En tant que protestant huguenot, la révocation de l'édit de Nantes le force à l'exil et il arrive en Hollande en 1689. Henri du Quesne (1642-1722) avait proposé de créer une colonie de réfugiés huguenots français à l'île de Mascareigne, aujourd'hui La Réunion.
Mais Du Quesne, ayant appris que la France avait envoyé une escadre dans l'île et voulant éviter tout affrontement avec les Français, abandonne alors ses projets. Leguat et dix volontaires s'embarquent en avant-garde pour l'île à bord d'une petite frégate, l'Hirondelle. Le voyage tourne court car le capitaine Valleau arrivant en vue de l'île préfère continuer sa route jusqu'à l'île Rodrigues. Là, Leguat et huit de ses compagnons descendent avec un léger équipement. 
En 1691, ils commencent à mettre l'île en culture mais au bout d'un an, sans nouvelles de l'Europe, ils décident de construire un bateau pour regagner l'île Maurice. Leur première tentative échoue et le bateau sombre après avoir heurté un rocher.
Une année s'écoule avant qu'ils ne puissent refaire une tentative, année durant laquelle l'un des hommes meurt. Ils quittent l'île après avoir laissé un monument pour témoigner de leur passage et abordent l'île Maurice le 29 mai 1693. Là, le gouverneur les fait emprisonner dans des conditions très dures et plusieurs des compagnons de Leguat meurent. Ils sont finalement conduits à Batavia en 1696, d'où ils reviennent en Europe en 1698. Ils ne sont alors plus que trois.
À Londres, Leguat publie le récit de son périple sous le titre de Voyages et aventures de François Leguat et de ses compagnons en deux isles désertes des Indes orientales, mais ce compte rendu est accueilli avec scepticisme. On juge que la navigation à bord d'une embarcation de fortune est impossible et que les animaux qu'il décrit et qui ont disparu depuis la parution de son livre (comme le solitaire de Rodrigues) relèvent de la pure fantaisie. Au XIXe siècle, le zoologiste Émile Oustalet décrit pourtant Leguat comme « un observateur sagace, [qui] avait certaines notions d’histoire naturelle ». 

## Postérité
Un oiseau, aujourd'hui disparu, le râle de Rodrigues, porte son nom : Erythromachus leguati.
François Leguat Giant Tortoise and Cave Reserve : réserve de tortues géantes portant le nom de François Leguat. Ouverte dans l'ile Rodrigues en 2007, elle a comme objectif de recréer l’écosystème d’il y a 3000 ans, et d'alerter sur les conséquences désastreuses de la colonisation sur l’environnement et la nature de l’île.

## Œuvres
- Voyage et avantures de François Leguat, & de ses compagnons, en deux isles désertes des Indes orientales. T. 1 & 2 / : avec la relation des choses les plus remarquables qu'ils ont observées dans l'isle Maurice... le tout enrichi de cartes & de figures, par François Leguat, A Amsterdam, chez Jean Louis de Lorme libraire. MDCCVIII, 1708. lire en ligne sur Gallica
- Aventures aux Mascareignes : Voyages et aventures de François Leguat et de ses compagnons en deux îles désertes des Indes orientales, 1707 / François Leguat ; introduction et notes de Jean-Michel Racault ; suivi de Recueil de quelques mémoires servant d'instruction pour l'établissement de l'île d'Eden, par Henri Duquesne (1689), Paris, La Découverte, 1984, 243 p.  (ISBN 2-7071-1483-9).
- Nicolas Cavaillès, Vie de monsieur Leguat, Paris, Les Éditions du Sonneur, 2013, 72 p.,  (ISBN 978-2-916136-65-3). Ouvrage lauréat du prix Goncourt de la nouvelle 2014.